# The Jersey International
O The Jersey International foi uma competição profissional de tênis mista (masculina e feminina), realizada na Ilha de Jersey, em piso rápido, válido pelo ATP Challenger Tour assim como pelo Circuito Feminino ITF, em Jersey, Reino Unido.

## Edições

### Simples Masculino
| Ano  | Campeão          | Vice-Campeão | Placar             |
| ---- | ---------------- | ------------ | ------------------ |
| 2010 | Jan Hernych      | Jan Minář    | 7–6(6–3), 6–4      |
| 2009 | Daniel Evans     | Jan Minář    | 6–3, 6–2           |
| 2008 | Adrian Mannarino | Andreas Beck | 7–6(6–4), 7–6(6–4) |

### Duplas Masculinas
| Ano  | Campeões                        | Vice-Campeões                | Placar           |
| ---- | ------------------------------- | ---------------------------- | ---------------- |
| 2010 | Rohan Bopanna Ken Skupski       | Jonathan Marray Jamie Murray | 6–2, 2–6, [10–6] |
| 2009 | Eric Butorac Travis Rettenmaier | Colin Fleming Ken Skupski    | 6–4, 6–3         |
| 2008 | Colin Fleming Ken Skupski       | Chris Guccione Márcio Torres | 6–3, 6–2         |

### Simples Feminino
| Year | Campeã          | Vice-Campeã       | Placar       |
| ---- | --------------- | ----------------- | ------------ |
| 2010 | Johanna Larsson | Anna Smith        | 6–2, 6–3     |
| 2009 | Katie O'Brien   | Claire Feuerstein | 7–5, 1–0 ret |
| 2008 | Elena Baltacha  | Ana Vrljić        | 6–1, 6–3     |
| 2007 | Sabine Lisicki  | Petra Martić      | 6–3, 6–4     |
| 2006 | Anne Keothavong | Ana Vrljić        | 6–2, 6–1     |

### Duplas Femininas
| Year | Campeãs                              | Vice-Campeãs                    | Placar   |
| ---- | ------------------------------------ | ------------------------------- | -------- |
| 2010 | Maret Ani Anna Smith                 | Jarmila Groth Melanie South     | 7–5, 6–4 |
| 2009 | Maria-Elena Camerin Stéphanie Foretz | Yulia Fedossova Virginie Pichet | 6–4, 6–2 |
| 2008 | Courtney Nagle Robin Stephenson      | Yulia Fedossova Violette Huck   | 6–3, 6–3 |
| 2007 | Andrea Hlaváčková Lucie Hradecká     | Katie O'Brien Georgie Stoop     | 6–0, 6–4 |